# Veřejná listina
Veřejná listina (latinsky instrumenta publica) je listina, kterou vydal orgán veřejné moci v mezích své pravomoci nebo jiná listina, kterou zvláštní předpis za veřejnou označí. U veřejné listiny se ve správním nebo soudním řízení předpokládá její autenticita i pravdivost, pokud není prokázán opak. Padělání nebo pozměňování veřejné listiny je v České republice samo o sobě trestným činem (§ 348 trestního zákoníku). Veřejné listiny jsou v České republice vyňaty z ochrany autorského práva.

## Veřejné listiny vydané orgány veřejné moci
Zcela obecná legální definice veřejné listiny v českém právním řádu není, avšak je odvozována z toho, které typy listin staví občanský soudní řád a správní řád do stejného právního režimu jako listiny, které jsou zvláštními zákony za veřejné listiny výslovně označené. Občanský soudní řád v § 134 jmenuje listiny vydané státními orgány v mezích jejich pravomoci. Správní řád v § 53 odst. 3 používá širší vymezení, do nějž kromě listin vydaných státními orgány zahrnuje i listiny vydané orgány územních samosprávných celků (tedy kraji či obcemi v samostatné působnosti). Nový občanský zákoník (zákon č. 89/2012 Sb.) definuje veřejnou listinu v § 567 následovně: „Veřejná listina je listina vydaná orgánem veřejné moci v mezích jeho pravomoci nebo listina, kterou za veřejnou listinu prohlásí zákon; to neplatí, pokud trpí takovými vadami, že se na ni hledí, jako by veřejnou listinou nebyla.“ Ve smyslu § 3026 odst. 2 jí je vždy notářský zápis, případně soudně schválený smír.
Definici veřejné listiny obsahuje až pro své účely trestní právo. Je jí listina vydaná soudem České republiky, jiným orgánem veřejné moci nebo jiným subjektem k tomu pověřeným či zmocněným jiným právním předpisem v mezích jeho pravomoci, potvrzující, že jde o nařízení nebo prohlášení orgánu nebo jiného subjektu, který listinu vydal, anebo osvědčující některou právně významnou skutečnost. Veřejnou listinou je i listina, kterou prohlašuje za veřejnou jiný právní předpis, a stejnou ochranu proti jejímu padělání navíc získávají i veřejné listiny, vydané orgány cizího státu, pokud mají na území České republiky podle mezinárodní smlouvy své účinky.
Veřejnými listinami jsou listiny vydané státními orgány, například protokoly, úřední potvrzení a rozhodnutí soudů, rozhodnutí, osvědčení či potvrzení vydané orgány státní správy (např. občanský průkaz, cestovní pas, řidičský průkaz, zbrojní průkaz, rodný list, různé licence, koncese, List vlastnictví atd.), pro účely správního řízení i podobné dokumenty vydané v samostatné působnosti obcemi či kraji.
Veřejnou listinou není listina, v níž orgán veřejné moci vystupuje jen jako soukromoprávní subjekt, ale pouze listina, v níž vystupuje z pozice orgánu veřejné moci.
Osoby oprávněné užívat státní znak, které vyjmenovává § 2 zákona č. 352/2001 Sb., o užívání státních symbolů České republiky, používají na rozhodnutích a jiných úředních aktech nebo na listinách osvědčujících důležité skutečnosti, vydávaných při výkonu své zákonem stanovené působnosti (tedy na veřejných listinách), kulaté úřední razítko s malým státním znakem. Pro razítka územně-samosprávních celků tento zákon termín „úřední razítko“ nepoužívá, avšak i tyto orgány veřejné moci mohou v samostatné působnosti vydávat veřejné listiny.

## Veřejné listiny podle speciálních zákonů
Podle § 6 notářského řádu (zák. č. 358/1992 Sb., o notářích a jejich činnosti) jsou veřejnými listinami notářské zápisy a jejich stejnopisy, výpisy z notářských zápisů a listiny o ověření vydané notáři podle tohoto zákona.
Veřejnými listinami jsou na základě § 9 odst. 4 zákona č. 365/2000 Sb., o informačních systémech veřejné správy, i listinné výpisy a ověřené výstupy z informačních systému veřejné správy pořízené podle § 9 téhož zákona (například prostřednictvím systému Czech POINT).
Podle § 28 odst. 7 školského zákona (561/2004 Sb.) jsou veřejnými listinami vysvědčení, diplomy o absolutoriu a výuční listy vydané podle tohoto zákona. Podle zákona musí školy evidovat formuláře pro tyto dokumenty, prázdný formulář však veřejnou listinou není. Podle § 57 odst. 7 zákona 111/1998 Sb., o vysokých školách, jsou veřejnými listinami vysokoškolský diplom a dodatek k diplomu.
Podle §13 odst. 5 zákona č. 360/1992 Sb., (Autorizační zákon) je pro úřední účely veřejnou listinou dokument označený autorizovanou osobou vlastnoručním podpisem a otiskem razítka se státním znakem České republiky, jménem autorizované osoby, číslem, pod nímž je zapsána v seznamu autorizovaných osob vedeném Komorou a vyznačeným oborem, popřípadě specializací a své autorizace.
Tento výčet speciálních zákonů není úplný.

## Mezinárodní platnost veřejných listin
Mezinárodní vzájemné uznávání veřejných listin je mezi některými státy dohodnuto v bilaterálních smlouvách o právní pomoci. Existují i mnohostranné smlouvy, například Úmluva o uznávání a vykonatelnosti rozhodnutí o vyživovací povinnosti k dětem z dubna 1958, v Československu publikovaná pod číslem 14/1974 Sb.
V říjnu 1961 na 4. zasedání Haagské konference mezinárodního práva soukromého byla přijata Úmluva o vyloučení požadavků legalizace cizích veřejných listin (Úmluva o apostilaci), ke které přistoupilo 92 států a závislých území. Pro Českou republiku je úmluva závazná od 16. března 1999.
Český zákon č. 97/1963 Sb., o mezinárodním právu soukromém a procesním, v § 52 stanoví, že listiny vydané cizozemskými úřady a soudy, platí-li v místě svého vydání za veřejné a jsou-li opatřeny potřebnými ověřeními, mají důkazní moc veřejných listin také v České republice. Podle § 62 téhož zákona připojí ministerstvo spravedlnosti k listinám vydaným justičními orgány nebo k listinám jimi ověřeným nebo před nimi podepsaným na žádost účastníka své vyšší ověření.
V mezinárodním styku se někdy vyžaduje tzv. vyšší ověření, superlegalizace, prostřednictvím zastupitelského úřadu v příslušném státě a určeného orgánu takového státu, někdy i vícestupňové.
Zvláštní pravidla platí pro nostrifikaci dokladů o vzdělání (vysvědčení, vysokoškolské diplomy, doklady o odborném titulu), kde sice je automaticky uznávána autentičnost listiny, avšak zákony stanoví podmínky, za nichž se doložená kvalifikace uznává v České republice.

## Judikatura
Neověřená kopie veřejné listiny ani neověřená kopie padělku veřejné listiny nejsou veřejnými listinami a jejich pořízením se nelze dopustit trestného činu padělání a pozměňování veřejné listiny.
Zatímco technický průkaz motorového vozidla a osvědčení o registraci vozidla jsou veřejnými listinami, protokol ze stanice technické kontroly veřejnou listinou není.